# Ніколау Наталія Георгіївна
Ніколау Наталія Георгіївна (рос. Николау Наталья Георгиевна, ?) — кандидат філософських наук, еллініст, перекладач з грецької, авторка кількох посібників.

## Біографія
Донька політичного емігранта Георгіоса Ніколау, майора ЕЛАС, уродженця епірського міста Яніна, який іммігрував в Радянський Союз після завершення громадянської війни в Греції в 1949 році. Після смерті батька його іменем в Яніні названа вулиця. Дід Наталії за батьківською лінію був музикантом і педагогом, викладав у Педагогічній академії Яніни.
У шкільні роки Наталію обрали президентом Клубу інтернаціональної дружби московського міського Палацу піонерів і школярів, що розташовувався на Ленінських горах. На цій «посаді» дівчина мала можливість особисто зустрітись із багатьма видатними людьми свого часу, такими як Долорес Ібаррурі, Марія Фортус, Георгій Арутюнянц, Юрій Гагарін, Герман Титов, Олексій Маресьєв, Джанні Родарі, Мікіс Теодоракіс та Янніс Ріцос. В добу військової диктатури «чорних полковників» в Греції Наталія Ніколау очолила молодіжну комісію Радянського комітету солідарності з грецькими демократами.
Здобула освіту на філософському факультеті Московського державного університету, з 1982 по 1986 роки працювала на кафедрі класичної філології. Згодом на запрошення уряду Грузії почала викладання в Тбіліському університеті, в період 1980—1990 років завідувала відділенням новогрецької мови і літератури.
Пізніше повернулась до Москви, де донині працює на кафедрі класичної філології МДУ. З 1995 року очолює Школу з вивчення грецької мови, засновану на базі Московського товариства греків. Вільно володіє також кафаревусою. Наталія Георгіївна очолювала кілька проектів перекладу на російську мову творів новогрецьких літераторів, зокрема Александроса Пападіамантіса.
Своїми учителями Наталія Георгіївна називає Янніса Кіпарісіса, Сергіоса Калайдзіса і Феохаріса Кессидіса.

## Основні праці
- Короткий словарь новогреческой литературы. — Москва : Книжный дом «Либроком», 2010. — 296 с. — ISBN 978-5-397-01373-4[3].
- Греция: Лингво-страноведческий словарь. — Москва : Книжный дом «Либроком», 1995. — 288 с. — ISBN 5-88417-009-2[4].
- Греческий язык для детей: учебное пособие. ― Сергиев Посад: Свято-Троицкая Сергиева Лавра, 2005. ― 95 с.[5]

## Нагороди і звання
- почесний диплом «Товариства друзів грецької мови» (1991)
- премія Афінської академії наук «За внесок у справу збереження і поширення грецької мови та культури в країнах колишнього СРСР» (1992)
- срібна медаль імені Адамантіоса Кораїса (1998)
- премія Афінської мерії і Союзу грецьких літературних перекладачів у номінації «Найкращий переклад з грецької на іноземну мову» (2002)
- почесний громадянин острова Хіос за внесок у справу грецької освіти за кордоном (з 2001 року).